# Skövde tingslag
Skövde tingslag var ett tingslag i Skaraborgs län.
Tingslaget bildades den 1 januari 1938 (enligt beslut den 24 juli 1936 och den 22 oktober 1937) då Skövde rådhusrätt upplöstes och lades under landsrätt i ett eget tingslag. 1971 upplöstes tingslaget och verksamheten överfördes till Skövde tingsrätt.
Tingslaget ingick i Skövde domsaga, bildad 1 januari 1938.

## Kommuner
Tingslaget omfattade under hela sin existens endast en kommun: Skövde stad

### Fotnoter
1. ↑   (PDF) Folkräkningen den 31 december 1940, I, Areal och folkmängd inom särskilda förvaltningsområden m.m., Befolkningsagglomerationer. Stockholm: Statistiska centralbyrån. 1942. sid. 151-152. Arkiverad från originalet den 9 oktober 2014. https://www.webcitation.org/6TCcNWXzt?url=http://www.scb.se/Grupp/Hitta_statistik/Historisk_statistik/_Dokument/SOS/Folkrakningen_1940_1.pdf. Läst 9 oktober 2014 Arkiverad 1 november 2013 hämtat från the Wayback Machine.